# Stazione di Kelenföld
La stazione di Kelenföld (in magiaro: Kelenföldi vasútállomás, o erroneamente Kelenföldi pályaudvar) è una stazione ferroviaria ungherese che si trova a sud-ovest della città di Budapest, di cui è la quarta stazione per numero di presenze, dopo Keleti pu., Déli pu. e Nyugati pu..
Inaugurata nel 1861 a Újbuda nel sobborgo di Kelenföld, fino al 2007 era chiamata ufficialmente "Budapest-Kelenföld". Oggi, Kelenföld è una stazione estremamente trafficata, con quasi tutti i servizi passeggeri e merci gestiti dalle Ferrovie ungheresi verso il Transdanubio.
La stazione è servita dalla fermata Kelenföld vasútállomás ed è il capolinea della linea 4 della metropolitana di Budapest, inaugurata il 28 marzo 2014.